# Скара Брей
Скара Брей (на английски: Skara Brae [skærə ˈbreɪ]) е неолитно селище край Скалския залив на западния бряг на Мейнлaнд – най-големия остров от Оркнейския архипелаг, Шотландия (Обединено Кралство).
Археологическият обект се състои от 8 постройки, обединени групово и вкопани в земята, което няма аналогия в археологическата наука. Селището е обитавано приблизително между 3180 г. пр. Хр до към 2500 г. пр. Хр. и е най-добре запазеното неолитно селище на територията на Европа.
Скара Брей е включен в списъка на ЮНЕСКО за световно и културно наследство и е сред обектите, включени в групата Сърцето на Оркнейския неолит. Обектът е по-стар от Стоунхендж и е наречен "Шотландски Помпей" заради добрата му запазеност.

## Откритие
Скара Брей е открито случайно, когато през зимата на 1850 г. се развихря буря, по време на която силният вятър смъква тревистата покривка на дюните и раздухва горните пластове на пясъка по крайбрежието на остров Мейнланд. След като бурята приключва в пясъка изникнали очертанията на каменни строежи. Местният земевладелец Уилям Уот започнал първото археологическо проучване на обекта и събрал находките в своята резиденция Скайл Хауз.
През 1868 г. обектът е публикуван за пръв път в „Известия на Шотландското археологическо дружество“.
През 1913 г. обектът става предмет на иманярска инвазия, по време на която от него са изкопани неизвестен брой артефакти. Обектът е изоставен до 1925 г., когато нова мощна буря го разкрива отново. Веднага след това обектът е взет под държавна опека. По време на бурята част от селището се свлича в морската вода и това наложило изграждането на подпорен зид, който да предотврати по-натъчно разрушаване на обекта. От 1927 г. започва второто археологическо проучване на Скара Брей, с ръководител на разкопките проф. Виър Гордън Чайлд от Едингбургския университет, което трае до 1930 г.
През 1933 г. проф. Чайлд в своите научни публикации относно Скара Брей, изказал предположение, че се касае за селище обитавано от пиктите и датирал градежите в 300 г. пр. Хр., но през 1937 г. Уолтър Грант открил на друг остров от Оркнейския архипелаг - Раузей, край Ринио почти същото селище, но по-лошо запазено. В жилищата от най-късната фаза е открита груба керамика изцяло съвпадаща с тази от Скара Брей и така е потвърдена принадлежността на Скара Брей към енеолитната култура на камбовидните съдове.

## Датиране
Първоначално Чайлд смята, че селището датира от около 500 г. пр. Хр. Това тълкуване е оборено, след археологическото проучване от 1972 – 1973 г. Резултатите от радиовъглеродното датиране, получени от проби, събрани по време на тези разкопки, показват, че обитаването на Скара Брей е започнало около 3180 г. пр. Хр., като продължителността му трае около шестстотин години. Около 2500 г. пр. Хр., след като вероятно климатът се променя и става много по-студено и влажно, селището е изоставено от жителите му.
Има много хипотези относно напускането на Скара Брей - особено популярните интерпретации включват голяма буря. Евън Хадингам прилага като доказателства намерени артефакти на обекта, за да подкрепи своята хипотеза за напускането на селището преди ураганна буря - според него както в случая с жителите на древния Помпей, хората изглежда са изненадани и напускат възможно най-бързо, тъй като много от техните ценни притежания, като огърлици, направени от животински зъби и кости са изоставени. Останките от кости на животни са открити в някои от леглата в къщите, като по презумпция се приема, че това е част от последната вечеря на обитателите. Някой толкова бърза да напусне, че огърлицата, която носи се къса, докато той се промъква през тясната врата на дома си и разпръсква всички мъниста на входа.
Археолозите са установили, че Жилище №7 е било обитавана за кратко отново, след внезапното напускане на селището, но не са се задържали тук за дълго.

## Описание
Праисторическото селище включва 8 постройки с приблизително кръгла основа, разположени в непосредствена близост една до друга, свързани с тесни улички, приличащи на своеобразни проходи. Къщите са засипани със слой пясък, торфен прах, раковини, начупени кости и други отпадъци - по този начин помещенията са защитени от силните северни ветрове и бурите, характерни за този географски ареал. Подобен слой е намерен и под основите на къщите, където са разкрити и основите на по-старо селище, което е представлявало само семпъл лагер с няколко огнища. Суровият климат изглежда е принудил обитателите му да изградят по-солидни жилищни постройки, които с времето ставали все по-солидни като градеж.
Жилищата са изграждани от блокове от слоест пясъчник, добивани от разрушения от морския прибой бряг. За подовете и покривите е използван тънкослоест аспид. Градежът е сух, а фугите са били запълвани с глина. Средните размери на къщите е 4 х 4.5 m до 6 х 6.5 m. При някои от тях каменните стени са запазени до височина 2.5 m. Не е ясно как точно е изглеждал покривът. Установено е, че повърхността му е била стеснена във фалшив свод - всеки нов ред плоски камъни е малко по-издаден и надхвърля предишния ред в посока центъра на сградата. В средата сигурно е оставал отвор за дима от огнищата, който е бил извеждан през някаква конструкция нагоре направена от китови кости и кожи. Стените на къщите са били дебели повече от метър и добре изолирани.
Жилище №1 е разкрито добре запазено. Стените му са изградени от блокове слоест пясъчник. Къщата е четириъгълна форма със заоблени ъгли, с размери 4 х 4.5 m. Входът на жилището е изграден прецизно - облицован с каменни плочи, в които има отвор за мандало. От коридорния вход една малка врата въвежда в малка камера в зида, напомняща преддверие снабдено с малка пролука към уличката. Вътрешното жилищно пространстов е изградено изцяло от камък, защото околната среда не е предлагала дървен материал и жителите са ползвали основно камък и китови кости. В средата на пода е изградено голямо огнище, оградено с каменни плочи, зад него са подредени няколко по-малки квадратни кутии-сандъчета, изградени от аспид, чието предназначение не е известно. Изследователите предполагат, че това са били резервоари за вода, тъй като вътрешните ъгли на тези своеобразни кутии са били прецизно уплътнени с глина. От двете страни на огнището край стените са поставени каменни легла - от едната страна ограничени от каменната стена, а от другата от две високо изправени перпендикулярни каменни плочи. Точно над леглото в стената са изградени две ниши, вероятно за поставяне на дребни вещи.
Най-необичайна за археолозите е конструкцията, напомняща на бюфет, която е разположена до стената срещу входа. Върху две къси стени, поставени перпендикулярно към стената на къщата, върху плоските им страни, лежат големи каменни плочи, подпрени с трети „крак“ в средата на отворената фронтална страна. На тези плочи по същия начин е била поставена още една по-ниска полица. Подобна мебел е била намерена в Жилище №7 и по всяка вероятност е била ползвана във всички жилища от селището.
Задната стена на Жилище №1 е запазена само частично. От едната страна на жилището е излизало плитко каналче, облицовано с камъни, за което се предполага че е извеждало отпадни води извън жилищното пространство.
Жилище №2 и №3 са изградени по-късно и са пристроени към Жилище №1.
Жилище №8 е другата добре запазена структура от неолитното селище. Предполага се, че то е служело за производствени цели и е служело за работилница.
Жилище №7 е най-добре запазеното в селището. Разположението на мебелите и планът му е същият като при Жилище №1. При леглото в това жилище е документирана декоративна украса, а под него е открит гроб, в който са положени две тела в свито положение. Установено е, че скелетите принадлежат на две възрастни жени.
От жилища 4, 9 и 10 са останали само основите, защото те са използвани за градежа на Жилище №6, под което са открити основи на жилище от по-ранен период.
Жилище №9 е малко по-добре запазено и е установено, че строителите са ползвали един и същ план за градеж и реновации, което доказва, че едни и същи хора и потомците им са обитавали селището за дълъг период от време.